# デビュー (堀江美都子のアルバム)
『デビュー』（DEBUT GREATEST HITS FROM ANIMATION -ROCK VERSION-）は、堀江美都子のデビュー20周年の記念盤となるセルフカバーによるベスト・アルバム。
1989年6月21日にコロムビアミュージックエンタテインメントからCDが発売された。1997年8月21日にはカラオケ4曲をボーナストラックとして追加し、再発売された。

## 概要
デビュー曲「紅三四郎」など数々のアニメソングを、軽快なロック・バージョンのアレンジで歌唱。

## 収録曲
編曲：土方隆行（1～7）、和泉宏隆（8～12）
コーラス：MIO（7）
1. キャンディ♥キャンディ [4:05]
  - テレビアニメ『キャンディ♥キャンディ』オープニングテーマ
2. 紅三四郎 [3:38]
  - テレビアニメ『紅三四郎』第2期オープニングテーマ
3. 魔法少女ララベル [3:50]
  - テレビアニメ『魔法少女ララベル』エンディングテーマ
4. ひみつのアッコちゃん [3:38]
  - テレビアニメ『ひみつのアッコちゃん』第2作オープニングテーマ
5. アクビ娘 [4:03]
  - テレビアニメ『ハクション大魔王』エンディングテーマ
6. けろっこデメタン [4:04]
  - テレビアニメ『けろっこデメタン』オープニングテーマ
7. ボルテスVの歌 [4:47]
  - テレビアニメ『超電磁マシーン ボルテスV』オープニングテーマ
8. クムクムのうた [4:04]
  - テレビアニメ『わんぱく大昔クムクム』オープニングテーマ
9. オボッチャマンでございます [2:18]
  - テレビアニメ『Dr.スランプ アラレちゃん』挿入歌
10. ハロー!サンディベル [3:19]
  - テレビアニメ『ハロー!サンディベル』オープニングテーマ
11. 緑の陽だまり [3:52]
  - テレビアニメ『山ねずみロッキーチャック』オープニングテーマ
12. 勇気のテーマ [3:57]
  - テレビアニメ『野球狂の詩』エンディングテーマ

＜BONUS TRACKS(再発売時の追加トラック)＞
1. キャンディキャンディ(カラオケ)
2. ひみつのアッコちゃん(カラオケ)
3. ボルテスVの歌(カラオケ)
4. 勇気のテーマ(カラオケ)